# 建 (龟兹王)
建（?—?），东汉时龟兹王。
建的龟兹王位是北匈奴所立，他倚仗匈奴的威势，控制西域北道，进攻并杀死了疏勒王成，将自己的臣下兜题立为新疏勒王。永平十七年（74年），班超废除兜题，将疏勒王成哥哥的儿子忠立为疏勒王。次年，焉耆和龟兹两国投靠北匈奴，进攻西域都护陈睦，陈睦全军覆没。